# Noi anni luce
Noi anni luce è un film del 2023 diretto da Tiziano Russo.

## Trama
Elsa è una ragazza di 17 anni alla quale è stata diagnosticata la leucemia. Le serve subito un trapianto di midollo e l'unico donatore sembra essere l'unica persona che non ha mai conosciuto: suo padre. Ad accompagnare Elsa alla ricerca del padre è Edo, un ragazzo conosciuto in ospedale. Tra di loro non sembra esserci nulla che li possa accomunare tranne il fatto che entrambi hanno la stessa malattia e che Edo è ormai in fase di guarigione o così è quello che lui le ha detto.

## Distribuzione
Il film è stato distribuito nelle sale cinematografiche italiane a partire dal 27 luglio 2023.